# 8e étape du Tour d'Espagne 2004
Pour un article plus général, voir Tour d'Espagne 2004.
La 8e étape du Tour d'Espagne 2004 a eu lieu le 11 septembre 2004 sous la forme d'un contre-la-montre individuel autour de la ville de Almussafes sur une distance de 40,1 km. Elle a été remportée par l'Américain Tyler Hamilton (Phonak Hearing Systems) devant le Colombien Víctor Hugo Peña et Floyd Landis (US Postal Service-Berry Floor). Landis reprend le maillot de leader du classement général au détriment de son coéquipier Manuel Beltran.

## Classement de l'étape
| \| Classement de l'étape \| Classement de l'étape \| Classement de l'étape \| Classement de l'étape \| Classement de l'étape \| \| Coureur \| Coureur \| Pays \| Équipe \| Temps \| \| --------------------- \| --------------------- \| --------------------- \| ----------------------------- \| --------------------- \| \| 1er \| Tyler Hamilton \| États-Unis \| Phonak Hearing Systems \| DQ \| \| 2e \| Víctor Hugo Peña \| Colombie \| US Postal Service-Berry Floor \| + 15 s \| \| 3e \| Floyd Landis \| États-Unis \| US Postal Service-Berry Floor \| + 18 s \| \| 4e \| Manuel Beltrán \| Espagne \| US Postal Service-Berry Floor \| + 28 s \| \| 5e \| Isidro Nozal \| Espagne \| Liberty Seguros \| + 37 s \| \| 6e \| Francisco Mancebo \| Espagne \| Illes Balears-Banesto \| + 57 s \| \| 7e \| Rubén Plaza \| Espagne \| Comunidad Valenciana-Kelme \| + 1 min 05 s \| \| 8e \| Carlos Sastre \| Espagne \| CSC \| + 1 min 09 s \| \| 9e \| Bert Grabsch \| Allemagne \| Phonak Hearing Systems \| + 1 min 16 s \| \| 10e \| Joost Posthuma \| Pays-Bas \| Rabobank \| + 1 min 30 s \| |                   |            |                               |              |
| |                   |            |                               |              |
| |                   |            |                               |              |
| Classement de l'étape |                   |            |                               |              |
| Coureur | Coureur           | Pays       | Équipe                        | Temps        |
| 1er | Tyler Hamilton    | États-Unis | Phonak Hearing Systems        | DQ           |
| 2e | Víctor Hugo Peña  | Colombie   | US Postal Service-Berry Floor | + 15 s       |
| 3e | Floyd Landis      | États-Unis | US Postal Service-Berry Floor | + 18 s       |
| 4e | Manuel Beltrán    | Espagne    | US Postal Service-Berry Floor | + 28 s       |
| 5e | Isidro Nozal      | Espagne    | Liberty Seguros               | + 37 s       |
| 6e | Francisco Mancebo | Espagne    | Illes Balears-Banesto         | + 57 s       |
| 7e | Rubén Plaza       | Espagne    | Comunidad Valenciana-Kelme    | + 1 min 05 s |
| 8e | Carlos Sastre     | Espagne    | CSC                           | + 1 min 09 s |
| 9e | Bert Grabsch      | Allemagne  | Phonak Hearing Systems        | + 1 min 16 s |
| 10e | Joost Posthuma    | Pays-Bas   | Rabobank                      | + 1 min 30 s |

## Classement général
| \| Classement général \| Classement général \| Classement général \| Classement général \| Classement général \| \| Coureur \| Coureur \| Pays \| Équipe \| Temps \| \| ------------------ \| ------------------ \| ------------------ \| ----------------------------- \| ------------------ \| \| 1er \| Floyd Landis \| États-Unis \| US Postal Service-Berry Floor \| 27 h 16 min 17 s \| \| 2e \| Manuel Beltrán \| Espagne \| US Postal Service-Berry Floor \| + 10 s \| \| 3e \| Tyler Hamilton \| États-Unis \| Phonak Hearing Systems \| DQ \| \| 4e \| Víctor Hugo Peña \| Colombie \| US Postal Service-Berry Floor \| + 44 s \| \| 5e \| Francisco Mancebo \| Espagne \| Illes Balears-Banesto \| + 1 min 18 s \| \| 6e \| Alejandro Valverde \| Espagne \| Comunidad Valenciana-Kelme \| + 1 min 23 s \| \| 7e \| Isidro Nozal \| Espagne \| Liberty Seguros \| + 1 min 36 s \| \| 8e \| Benoît Joachim \| Luxembourg \| US Postal Service-Berry Floor \| + 1 min 40 s \| \| 9e \| Cadel Evans \| Australie \| T-Mobile \| + 1 min 47 s \| \| 10e \| Carlos Sastre \| Espagne \| CSC \| + 1 min 58 s \| |                    |            |                               |                  |
| |                    |            |                               |                  |
| |                    |            |                               |                  |
| Classement général |                    |            |                               |                  |
| Coureur | Coureur            | Pays       | Équipe                        | Temps            |
| 1er | Floyd Landis       | États-Unis | US Postal Service-Berry Floor | 27 h 16 min 17 s |
| 2e | Manuel Beltrán     | Espagne    | US Postal Service-Berry Floor | + 10 s           |
| 3e | Tyler Hamilton     | États-Unis | Phonak Hearing Systems        | DQ               |
| 4e | Víctor Hugo Peña   | Colombie   | US Postal Service-Berry Floor | + 44 s           |
| 5e | Francisco Mancebo  | Espagne    | Illes Balears-Banesto         | + 1 min 18 s     |
| 6e | Alejandro Valverde | Espagne    | Comunidad Valenciana-Kelme    | + 1 min 23 s     |
| 7e | Isidro Nozal       | Espagne    | Liberty Seguros               | + 1 min 36 s     |
| 8e | Benoît Joachim     | Luxembourg | US Postal Service-Berry Floor | + 1 min 40 s     |
| 9e | Cadel Evans        | Australie  | T-Mobile                      | + 1 min 47 s     |
| 10e | Carlos Sastre      | Espagne    | CSC                           | + 1 min 58 s     |

## Classements annexes
| Classement par points | Classement par points | Classement par points | Classement par points           | Classement par points |
| Coureur               | Coureur               | Pays                  | Équipe                          | Points                |
| --------------------- | --------------------- | --------------------- | ------------------------------- | --------------------- |
| 1er                   | Erik Zabel            | Allemagne             | T-Mobile                        | 92 pts                |
| 2e                    | Stuart O'Grady        | Australie             | Cofidis-Le Crédit par Téléphone | 90 pts                |
| 3e                    | Óscar Freire          | Espagne               | Rabobank                        | 87 pts                |
| 4e                    | Alessandro Petacchi   | Italie                | Fassa Bortolo                   | 75 pts                |
| 5e                    | Alejandro Valverde    | Espagne               | Comunidad Valenciana-Kelme      | 55 pts                |

| Classement par points | Classement par points | Classement par points | Classement par points           | Classement par points |
| Coureur               | Coureur               | Pays                  | Équipe                          | Points                |
| --------------------- | --------------------- | --------------------- | ------------------------------- | --------------------- |
| 1er                   | Erik Zabel            | Allemagne             | T-Mobile                        | 92 pts                |
| 2e                    | Stuart O'Grady        | Australie             | Cofidis-Le Crédit par Téléphone | 90 pts                |
| 3e                    | Óscar Freire          | Espagne               | Rabobank                        | 87 pts                |
| 4e                    | Alessandro Petacchi   | Italie                | Fassa Bortolo                   | 75 pts                |
| 5e                    | Alejandro Valverde    | Espagne               | Comunidad Valenciana-Kelme      | 55 pts                |

| Classement de la montagne | Classement de la montagne | Classement de la montagne | Classement de la montagne | Classement de la montagne |
| Coureur                   | Coureur                   | Pays                      | Équipe                    | Points                    |
| ------------------------- | ------------------------- | ------------------------- | ------------------------- | ------------------------- |
| 1er                       | Francisco Mancebo         | Espagne                   | Illes Balears-Banesto     | 17 pts                    |
| 2e                        | José Miguel Elías         | Espagne                   | Relax-Bodysol             | 16 pts                    |
| 3e                        | Manuel Quinziato          | Italie                    | Lampre                    | 16 pts                    |
| 4e                        | Juan Manuel Gárate        | Espagne                   | Lampre                    | 13 pts                    |
| 5e                        | Heberth Gutiérrez         | Colombie                  | Cafés Baqué               | 11 pts                    |

| Classement de la montagne | Classement de la montagne | Classement de la montagne | Classement de la montagne | Classement de la montagne |
| Coureur                   | Coureur                   | Pays                      | Équipe                    | Points                    |
| ------------------------- | ------------------------- | ------------------------- | ------------------------- | ------------------------- |
| 1er                       | Francisco Mancebo         | Espagne                   | Illes Balears-Banesto     | 17 pts                    |
| 2e                        | José Miguel Elías         | Espagne                   | Relax-Bodysol             | 16 pts                    |
| 3e                        | Manuel Quinziato          | Italie                    | Lampre                    | 16 pts                    |
| 4e                        | Juan Manuel Gárate        | Espagne                   | Lampre                    | 13 pts                    |
| 5e                        | Heberth Gutiérrez         | Colombie                  | Cafés Baqué               | 11 pts                    |

| Classement du combiné | Classement du combiné | Classement du combiné | Classement du combiné         | Classement du combiné |
| Coureur               | Coureur               | Pays                  | Équipe                        | Points                |
| --------------------- | --------------------- | --------------------- | ----------------------------- | --------------------- |
| 1er                   | Floyd Landis          | États-Unis            | US Postal Service-Berry Floor | 17 pts                |
| 2e                    | Francisco Mancebo     | Espagne               | Illes Balears-Banesto         | 18 pts                |
| 3e                    | Manuel Beltrán        | Espagne               | US Postal Service-Berry Floor | 19 pts                |
| 4e                    | Denis Menchov         | Russie                | Illes Balears-Banesto         | 29 pts                |
| 5e                    | Alejandro Valverde    | Espagne               | Comunidad Valenciana-Kelme    | 30 pts                |

| Classement du combiné | Classement du combiné | Classement du combiné | Classement du combiné         | Classement du combiné |
| Coureur               | Coureur               | Pays                  | Équipe                        | Points                |
| --------------------- | --------------------- | --------------------- | ----------------------------- | --------------------- |
| 1er                   | Floyd Landis          | États-Unis            | US Postal Service-Berry Floor | 17 pts                |
| 2e                    | Francisco Mancebo     | Espagne               | Illes Balears-Banesto         | 18 pts                |
| 3e                    | Manuel Beltrán        | Espagne               | US Postal Service-Berry Floor | 19 pts                |
| 4e                    | Denis Menchov         | Russie                | Illes Balears-Banesto         | 29 pts                |
| 5e                    | Alejandro Valverde    | Espagne               | Comunidad Valenciana-Kelme    | 30 pts                |

| Classement par équipes | Classement par équipes        | Classement par équipes | Classement par équipes |
| Équipe                 | Équipe                        | Pays                   | Temps                  |
| ---------------------- | ----------------------------- | ---------------------- | ---------------------- |
| 1re                    | US Postal Service-Berry Floor | États-Unis             | 81 h 49 min 45 s       |
| 2e                     | Phonak Hearing Systems        | Suisse                 | + 4 min 39 s           |
| 3e                     | Comunidad Valenciana-Kelme    | Espagne                | + 5 min 26 s           |
| 4e                     | Liberty Seguros               | Espagne                | + 6 min 34 s           |
| 5e                     | CSC                           | Danemark               | + 7 min 05 s           |

| Classement par équipes | Classement par équipes        | Classement par équipes | Classement par équipes |
| Équipe                 | Équipe                        | Pays                   | Temps                  |
| ---------------------- | ----------------------------- | ---------------------- | ---------------------- |
| 1re                    | US Postal Service-Berry Floor | États-Unis             | 81 h 49 min 45 s       |
| 2e                     | Phonak Hearing Systems        | Suisse                 | + 4 min 39 s           |
| 3e                     | Comunidad Valenciana-Kelme    | Espagne                | + 5 min 26 s           |
| 4e                     | Liberty Seguros               | Espagne                | + 6 min 34 s           |
| 5e                     | CSC                           | Danemark               | + 7 min 05 s           |